# Beatrice Ensor
Beatrice Ensor (nascida Beatrice Nina Frederica de Normann; Marselha, 11 de agosto de 1885 – Londres, 1974) foi uma educadora, pedagoga e teosofista inglesa, figura importante no movimento da Educação Nova do século XX. Ela é conhecida por ser co-fundadora da New Education Fellowship (NEF), posteriormente renomeada World Education Fellowship, e como editora do influente jornal Education for the New Era.
O trabalho de Ensor foi crucial na promoção de ideais progressistas em educação, como a centralidade da criança, a reforma social e a compreensão internacional. Sua visão de educação, que unia ideias espirituais e humanitárias, influenciou a criação da]. A NEF foi chamada de "parteira no nascimento da UNESCO".

## Biografia
Beatrice Nina Frederica de Normann nasceu em Marselha, França, em 11 de agosto de 1885. Filha mais velha de Albert Edward de Normann e Irene Matilda (nascida Wood), passou seus primeiros anos em Marselha e Gênova devido à profissão de seu pai no setor de navegação, assim, ela aprendeu italiano e francês. Ela tinha dois irmãos, Sir Eric de Normann e Albert Wilfred Noel de Normann ("Bill").
Para completar sua educação, Beatrice mudou-se para a Inglaterra, onde se qualificou como professora de economia doméstica, lecionando brevemente em Sheffield. No início de sua carreira, ela foi Inspetora de educação de mulheres e meninas no Conselho do Condado de Glamorgan e, durante a Primeira Guerra Mundial, Inspetora de economia doméstica pelo Board of Education no Sudoeste da Inglaterra. Mas ela não gostava do trabalho no serviço público, mostrando que não estava satisfeita com o ensino tradicional.
Essa insatisfação a fez procurar outras formas de ensinar. Sua insatisfação com o "ensino regimentado e passivo" que observava em suas inspeções a levou a um grande interesse pelas ideias de Maria Montessori, a quem conheceu e com quem manteve correspondência. Sua participação em uma conferência em East Runton em 1914, focada no "Método Montessori na Educação", solidificou seu interesse.
Em 1917, Beatrice casou-se com Robert Weld Ensor, que tinha ascendência irlandesa/inglesa e havia servido na Polícia Montada do Noroeste do Canadá e como Capitão no Exército Canadense. A Teosofia foi o elo que os uniu. O casal teve um filho, Michael, nascido em 1919.

## A Influência da Teosofia e o Início da Reforma Educacional
A Teosofia mudou muito a vida e o trabalho de Beatrice Ensor na educação. Em 1908, um livro teosófico deixado por um visitante em sua casa a impactou significativamente, levando-a a ingressar na Sociedade Teosófica. Essa ligação se tornou muito importante em sua vida. A Teosofia, como sistema de "religião-sabedoria", busca harmonizar diversas doutrinas religiosas e filosóficas, incorporando elementos como panteísmo, interpretação alegórica, ecletismo e misticismo. Essa visão de mundo deu a Ensor uma base para suas ideias de reforma social e educacional.
Beatrice Ensor foi muito importante na criação da Fraternidade Teosófica em Educação (Theosophical Fraternity in Education). Em 1915, foi convidada a assumir o cargo de Secretária Organizadora do Theosophical Educational Trust. Durante esse período, Ensor colaborou estreitamente com George Arundale, que mais tarde se tornaria Presidente da Sociedade Teosófica (Adyar).
Um resultado importante de seu envolvimento com a Teosofia foi a criação do jornal Education for the New Era, lançado em janeiro de 1920. Este periódico, que continua a ser publicado décadas depois, refletia a visão de Ensor para a "reconstrução na educação". Como editora, seu "conhecimento de educação e experiência como Inspetora de Escolas na Grã-Bretanha" a ajudaram a guiar as novas ideias na educação. Sua "percepção espiritual como Teosofista" foi essencial para entender novas ideias e tendências. Por um período, Ensor foi co-editora da revista com A. S. Neill.

## A New Education Fellowship (NEF) e a Expansão Internacional
O principal resultado dos esforços de Beatrice Ensor para mudar a educação foi a criação da New Education Fellowship (NEF). Em 1921, Ensor, em colaboração com Iwan Hawliczek, organizou uma conferência em Calais, França, focada na "Expressão Criativa da Criança" (Creative Self-Expression of the Child), que atraiu mais de 100 participantes. Embora a ideia tenha vindo de teosofistas que queriam evitar outra guerra mundial, a NEF foi criada como um "espaço neutro, sem política ou religião, para novas ideias em educação".
A NEF foi criada para unir educadores inovadores no mundo todo e para discutir novas formas de ensino. Suas origens remontam à Fraternidade de Educação, um grupo fundado em 1915, que incluía Beatrice Ensor e que defendia que o propósito da educação era capacitar os professores a compreender os fatores do desenvolvimento humano para enfrentar os desafios civilizacionais.
Os princípios da NEF eram abrangentes. Em vez de defender um método pedagógico específico, a organização procurava "encontrar o fio da verdade em todos os métodos". Seus objetivos principais eram promover a educação focada na criança, a mudança social pela educação, a democracia, a cidadania global e a paz mundial.
Beatrice Ensor foi uma líder importante na NEF. Juntamente com os editores dos periódicos colaborativos em francês e alemão (Adolphe Ferrière e Elisabeth Rotten), ela formou o comitê organizador inicial da NEF. O jornal The New Era, que Ensor havia lançado em 1920, foi adotado como o periódico oficial da Fellowship. Ensor ocupou cargos de liderança, incluindo Secretária da NEF (1925-1929), Diretora Executiva (1929-1936) e Presidente (1936). A sede internacional da Fellowship em Londres era inicialmente composta por Beatrice Ensor e sua secretária, Clare Soper. Em 1930, a revista The New Era foi renomeada para New Era in Home and School.
A NEF organizava conferências internacionais bienais, que eram presididas por educadores e pedagogos de renome. A conferência de Montreux em 1923, por exemplo, foi notável por reunir figuras como Carl Jung, Franz Cizek e Alfred Adler. Outras conferências importantes ocorreram em Cheltenham e Heidelberg (1925) e Locarno (1927). Ensor também realizou extensas viagens de palestras, incluindo duas turnês pela América do Norte em 1926 e 1928, onde abordou os novos movimentos educacionais em cidades como Boston, Nova York, Detroit e Chicago. Ela também visitou a África do Sul em 1927 e 1929 e a Polônia como parte de um grupo educacional. Em reconhecimento às suas contribuições, ela recebeu um doutorado honorário da Universidade da Austrália Ocidental, Perth, em 1937.
Em 1925, Beatrice Ensor e Isabel King deixaram a St Christopher School para co-fundar a Frensham Heights, uma escola coeducacional em Surrey, com o apoio financeiro de Edith Douglas-Hamilton.

## Legado e Impacto Duradouro
O que Beatrice Ensor deixou para a educação vai além de métodos de ensino. Ela via a educação como uma forma de transformar o mundo para a paz e a justiça social. A New Education Fellowship (NEF), sob sua liderança, teve uma "profunda influência na criação da]". A organização foi chamada de "a parteira no nascimento da UNESCO", o que mostra seu papel importante na criação de uma das maiores instituições de educação e cultura do mundo. Em 1966, a NEF foi rebatizada como World Education Fellowship (WEF) e, no mesmo ano, tornou-se uma ONG associada à UNESCO.
A NEF contribuiu muito para a educação progressista de várias formas. Desenvolver a personalidade de cada pessoa de forma completa e equilibrada era uma ideia central de sua filosofia. As conferências da NEF atraíram muitos profissionais, administradores e acadêmicos. Elas foram importantes para desenvolver e reconhecer a educação como uma área de estudo. A NEF também destacou a importância do psicólogo infantil nas escolas e a necessidade de usar o que se sabia sobre o desenvolvimento e a psicologia da criança para ajudar na educação. A NEF conseguiu unir pessoas interessadas em mudar a educação com grandes nomes da psicologia e educação, como Carl Gustav Jung, Jean Piaget e], foi um fator decisivo para sua influência.
Além de suas realizações educacionais, Beatrice Ensor também se destacou por suas atividades humanitárias. Em 1922, com o apoio da Save the Children Foundation, ela auxiliou na repatriação de crianças húngaras subnutridas para a Grã-Bretanha, um esforço pelo qual foi agraciada com uma medalha da Cruz Vermelha Húngara. Seu reconhecimento acadêmico veio em 1937, quando recebeu um doutorado honorário da Universidade da Austrália Ocidental. Uma citação atribuída a ela, "O processo evolutivo e o tempo nos forçarão à fraternidade mundial, mas a realização desse objetivo pode ser melhor acelerada pelos educadores", mostra sua forte crença no poder da educação como o principal motor para a paz e a cooperação global.
Durante sua atuação na NEF exerceu a função de editora-chefe da revista The New Era, lançada em 1920 cujo periódico se tornou o principal veículo  de circulação para as ideias da New Education Fellowship nos países de língua inglesa.

## Leitura Adicional
Para aprofundar o conhecimento sobre o movimento da Educação Nova e suas conexões com a América do Sul, incluindo a produção de pesquisadores brasileiros, sugere-se a leitura dos seguintes artigos:
- Vidal, D. G., Rabelo, R. S., & Monção, V. M. (2023). A New Education Fellowship e a América do Sul: um panorama da constituição de redes (1920-1930). Cadernos de História da Educação, 22. Disponível em: https://seer.ufu.br/index.php/che/article/view/70068
- Vidal, D. G., Monção, V. de M., & França, F. F. (2022). Educação nova e socialismo: um debate para além das fronteiras nacionais. In Histórias da educação na Ibéria e na América: fontes, experiências e circulação de saberes. Curitiba: Appris.
- Monção, V. de M. (2022). Novos olhares para a pesquisa em história da educação: análise da frequência de termos na revista The New Era via uso do software ATLAS.Ti. Cadernos De História Da Educação, 21(Contínua), e136. https://doi.org/10.14393/che-v21-2022-136